# Prexaspes quadriguttatus
Prexaspes quadriguttatus is een insect uit de orde Phasmatodea en de familie Pseudophasmatidae. De wetenschappelijke naam van deze soort is voor het eerst geldig gepubliceerd in 1906 door Redtenbacher.